# Joseph Murray (médecin)
Pour les articles homonymes, voir Joseph Murray.
Joseph Murray, né le 1er avril 1919 à Milford dans le Massachusetts aux États-Unis et mort le 26 novembre 2012 à Boston, est un médecin et chirurgien américain. Il reçoit le prix Nobel de physiologie ou médecine en 1990 pour la réalisation de la première transplantation rénale réussie au monde.

## Biographie
Joseph Edward Murray fait ses études à l'Harvard Medical School avant de faire son service militaire au Valley Forge General Hospital en Pennsylvanie. Il fait l'essentiel de sa carrière à Harvard puis deviendra chirurgien plastique au Children's Hospital Boston de 1972 à 1985. Il devient alors professeur émérite à Harvard.
En 1990, il reçoit avec Donnall Thomas le Prix Nobel de physiologie ou médecine pour ses travaux.
Il meurt le 26 novembre 2012 à l’hôpital Brigham and Women's de Boston à l’âge de 93 ans.

## Apports médicaux
Le 23 décembre 1954, il réalise la première transplantation rénale réussie au monde, en la pratiquant sur des jumeaux monozygotes, les frères Richard (en) et Ronald Herrick au Peter Bent Brigham Hospital (en). En 1959, il réussit la première allogreffe et en 1962 réalise la première transplantation d'un rein de cadavre. Il détient le record de durée pour une transplantation rénale, avec Edith Helm qu'il a opéré en 1956.
Il est l'un des développeurs de l'utilisation des agents immunosuppresseurs pour les greffes, tel que l'azathioprine, permettant les greffes entre donneurs non compatibles.

## Prix et distinctions
- 1990 : Prix Nobel de physiologie ou médecine